# The Simpsons: Testify
The Simpsons: Testify är det tredje och senaste soundtrackalbumet från Simpsons. och lanserades 18 september 2007 i USA och innehåller sånger från säsong 11 till säsong 18. Förutom röstskådespelarna Dan Castellaneta, Julie Kavner, Nancy Cartwright, Yeardley Smith, Hank Azaria och Harry Shearer framförs också låtar med Amick Byrman, Eddie Lehman-Boddicker, Gene Lerlino, Jim Gilstrap, Kelsey Grammer, Marcia Wallace, Mark Campbell,  Mark Campbell, Oreen Waters, Rick Gervais, Rick Logan, Rick Riccio, Russi Taylor, Sally Stevens, Shawn Colvin och Tress MacNeille. Medverkar gör också David Byrne, Los Lobos, Steve Buscemi, Jackson Browne, Baha Men som sig själva. Musiken är skriven av Alf Clausen, Dell Hake, Brad Dechter, Greogory Prechel och Scott Clausen.

## Låtlista
1. "The Simpsons" Main Title Theme (01:23)
The Alf Clausen Orchestra
2. Testify (01:42) - Faith Off
Bart/Abraham/Patty/Selma/Professor Frink/Sherri/Terri
3. The Very Reason That I Live: All Ends That's Well.../Hangin' In & Hanging' Out/Thrust, He Rrusts (02:29) - The Great Louse Detective
Sideshow Bob/Bart/Homer
4. He's the Man (02:02) - Alone Again, Natura-Diddily
Carl/Lenny/Lisa/Marge/Ned/Rachel Jordan/Timothy Lovejoy
5. Stretch Dude and Clobber Girl (00:46) - Treehouse of Horror X
Announcer/Clancy Wiggum & Lisa
6. The Simpsons End Credits Theme (00:42) - Thank God It's Doomsday
Los Lobos
7. Ode to Branson (02:01) - The Old Man and the Key
Charlie Callas/Charo/Mr. T/Raymond J. Johnson Jr./Yakov Smirnoff
8. Sold Separately (00:47) - Homer vs. Dignity
Malibu Stacy/Mr. Burns & Waylon
9. Island of Sirens (0:53) - Tales from the Public Domain
Apu/Carl/Homer/Lenny/Professor Frink
10. They'll Never Stop the Simpsons (01:17) - Gump Roast
Kang/Kodos/Singer
11. You're a Bunch of Stuff (01:51) - Large Marge
Angelo/Comic Book Guy/Dr Hibbert/Homer/Lisa/Luigi/Marge/Joe Quimby/Moe/Mr. Burns/Horatio McCallister/Snake
12. What Do I Think of the Pie? (00:39) - Special Edna
Edna/Homer/Lisa/Marge/Waitress
13. Baby Stink Breath: Arrow Quivers (00:31) - Barting Over
Old Woman/Bart/Lisa/Voiceover Man
14. Tastes Like Liberty (01:14) - I'm Spelling as Fast as I Can
Apu/Marge/Boobarella/Singer/Announcer/Krusty
15. Jellyfish (01:41) - A Star Is Born-Again
Singer/Marge/Homer/Seymour/Edna/Clancy Wiggum/Ned/Horatio McCallister
16. Homer & Marge (01:49) - Three Gays of the Condo
"Weird Al" Yankovic/Marge/Homer/Lisa
17. "Everybody Hates Ned Flanders" Medley (04:11) - Dude, Where's My Ranch?
a) Flanders Is His Name - Homer/Ned/Lenny/Carl
b) Everybody Hats Ned Flanders - David/Carl/Moe/Lenny/Homer/Ned/Apu/Timothy Lovejoy
c) Everybody Hats Ned Flanders - Bill/Marty/Marge/William Shatner/Homer
d) Everybody Hats Ned Flanders (Salsa Version) - Homer/David Byrne/Marge/Moe
18. I Love To Walk: Homer's Car Struck (01:27) - Brake My Wife, Please
Homer/Steve Buscemi/Disco Stu/Lenny/Carl/Selma/Turk #1-2
19. Marjorie (02:19) - Brake My Wife, Please
Jackson Browne/Luigi/Marge/Homer
20. "The President Wore Pearls" Medley (06:01) - The President Wore Pearls
a) Voite For A Winner - Lisa/Mr. Kupferburg/Seymour/Nelson
b) I Am Their Queen - Lisa/Edna/Marge/Homer
c) Skinner's Evil Plan - Seymour/Willie/Bart/Chalmers
d) A Tango Takes Two - Lisa/Bart
e) Smart Girl Six Three: Bit The Chakners We Knews Alice! - Lisa/Chalmers/Seymour
f) "The President Wore Pearles" End Credits Medley - The Alf Clausen Orchestra
21. Glove Slap (01:24) - E-I-E-I-(Annoyed Grunt)
The B-52's
22. O Pruny Night' (00:47) - Tis the Fifteenth Season
The California Prunes/Announcer/Lisa
23. America (I Love This Country) (01:07) - Simple Simpson
Announcer/Homer/Singer
24. America Rules (01:25) - Bart-Mangled Banner
Bart/Homer/Marge/Lisa/Guard
25. Welcome to Moe's (01:17) - Mommie Beerest
Moe/Marge/Bart/Lisa
26. We Are the Jockeys (01:37) - Saddlesore Galactica
Jockeys #1-5/Homer
27. Song of Shelbyville (01:11) - The Seven-Beer Snitch
Marge/Lisa/Bart/Homer/Shelbyvillians
28. "A Star Is Torn" Medley (04:31) - A Star Is Torn
a) I'm Talking' Springfield - Homer/Lisa/Sideshow Mel/Lenny/Krusty
b) My Kitty Died - Homer/Lisa/Lenny
c) Alwyas My Dad: A Moll And The Night Visitors/Lil' Starmarker Theme - Krusty/Lisa
d) A Privileged Boy - Homer/Cameron/Carl/Lenny
29. Who Wants A Haircut? (01:08) - Thank God It's Doomsday
Bart/Lisa/Marge/Baha Men/Barber/Homer
30. "My Fair Laddy" Medley (06:25) - My Fair Laddy
a) Adequate - Lisa/Willie/Bart/Homer
b) Not On My Clothes: Repeat After Me/Blu Pants Mornin' - Lisa/Willie/Bart/Homer
c) Indoors All Night: Would It Be A Vienna Tail? - Willie/Edna/Lisa
d) Longing For The Shack: 'Breakfast With Booze' Brunch - Coach Krupt/Willie/Mr. Largo
e) "My Farit Laddy" End Credits Medley - The Alf Clausen Orchestra
31. Springfield Blows (00:37) - Million Dollar Abie
The Alf Clausen Orchestra and Singers
32. "King of Cats" Itchy & Scratchy Medley (03:41) - Girls Just Want to Have Sums
a) Tune-Up - Bart/Homer/Lisa
b) "King Of Cats" Opening - Singing Cat/Old Cat/Marge/Bart
c) Two Days, Two Cirles - Singing Cat/Itchy/Scratchy
d) Slices Of Life - Lisa/Bart
e) It's Symbiotic - Singing Itchy/Singing Scratchy/Itchy/Scratchy/Homer
f) Knives Finale - The Alf Clausen Orchestra and Singers
33. Lady (01:36) - Homer Simpson, This Is Your Wife
Charles Heathbar/Marge
34. You Make Me Laugh (00:27) - Homer Simpson, This Is Your Wife
Marge/Homer
35. Lady Riff (00:36) - Homer Simpson, This Is Your Wife
Charles Heathbar
36. Poppa, Can You Hear Me? (00:50) - Sleeping with the Enemy
Nelson/Bart
37. "Yokel Chords" Medley  (03:55) - Yokel Chords
a) Oh, How Do We? - Lisa/Seymour/Chalmers/Studio Singers
b) Motivate Them - Lisa/Seymour/Chalmers/Cletus
c) Cultural Things Experience - Cletus kid'/Lisa/Comic Book Guy/Spuckler kids/Agnes/Studio Singers/Krusty
d) Moonshine Drinkers - Spuckler kids/Whistler
38. Hullaba Lula (00:53) - Day of the Jackanapes
Sideshow Bob
39. Song of the Wild Beasts (00:52) - The Girl Who Slept Too Little
Wild Beast #1-3/Water Beast
40. Dancing Workers' Song (Demo) (01:16) - Kiss Kiss, Bang Bangalore
Studio singers' Vocals (Marge/Lisa/Bart/Patty/Richard Dean Anderson/Homer/Indian Workers)
41. Oldies and Nudies (01:12) - Homerpalooza
The Alf Clausen Orchestra